# Осој (Дебар)
Осој (мкд. Осој) је насељено место у Северној Македонији, у западном делу државе. Осој припада општини Дебар.

## Географија
Насеље Осој је смештено у западном делу Северне Македоније. Од најближег већег града, Дебра, насеље је удаљено 14 km источно.
Осој се налази у доњем делу историјске области Река. Насеље је положено високо, на североисточним висовима планине Стогово, док се даље, ка северу, тло спушта у долину реке Радике. Надморска висина насеља је приближно 970 метара.
Клима у насељу је планинска.

## Становништво
По попису становништва из 2002. године Осој је имао 6 становника.
Претежно становништво у насељу су етнички Македонци (100%).
Већинска вероисповест у насељу је православље.